# Sarisbury
Sarisbury är en ort i distriktet Fareham, i grevskapet Hampshire, i England. Ward hade 8 040 invånare år 2021. Sarisbury var en civil parish 1894–1932 när blev den en del av Fareham och Curbridge. Civil parish hade 4 338 invånare år 1931.